# Louise Firouz
Louise Firouz, född som Louise Elizabeth Laylin 24 december 1937 i Washington D.C., död den 25 maj 2008 i Gonbad-e Kavus i Iran, var en amerikansk hästuppfödare, hästavlare och forskare om hästar. Hon var specialist på den kaspiska hästen och var under sin levnad en av de främsta hästuppfödarna i Iran. 

## Biografi
Louise Firuz var gift med civilingenjör Narcy Firouz, ättling till den qajariska kungafamiljen. Hon är begravd i Qara Tappe Sheikh i nordöstra Iran. 

### Återupptäckten av den kaspiska hästen
Louise Firouz öppnade i slutet av 1950-talet en ridskola i Teheran vid namn Nouruz Abad Equestrian Center. Några år senare började hon föda upp hästar. Med stöd från Pahlavi-familjen inrättades 1970 Irans Ryttarsällskap.
Hon var en nyckelperson i återupptäckten av den kaspiska hästen som är en av världens äldsta hästraser. Den kaspiska hästen är bland annat ursprunget till det arabiska fullblodet och antogs dessförinnan ha varit utdöd sedan 1 300 år tillbaka. Hon exporterade den kaspiska hästen till Storbritannien, USA, Australien och Nya Zeeland, vilket gjort att hästen idag finns i hållbart antal (cirkaa 1 000 djur). Hon fortsatte med sin verksamhet i Iran trots revolution och krig ända fram till sin död. 
The British Caspian Trust, som mottagit några av de hästar som hon född upp, har spelat en viktig roll för rasens överlevnad. 